# نعل‌بند گرجی
روستای الیاسی محمود شفیع روستایی از توابع بخش دشت ذهاب شهرستان سرپل ذهاب در استان کرمانشاه ایران است.

## جمعیت
این روستا در دهستان جگیران قرار دارد و براساس سرشماری مرکز آمار ایران در سال 1404، جمعیت آن 25 نفر (7خانوار) بوده‌است.